# Luciano Bianciardi

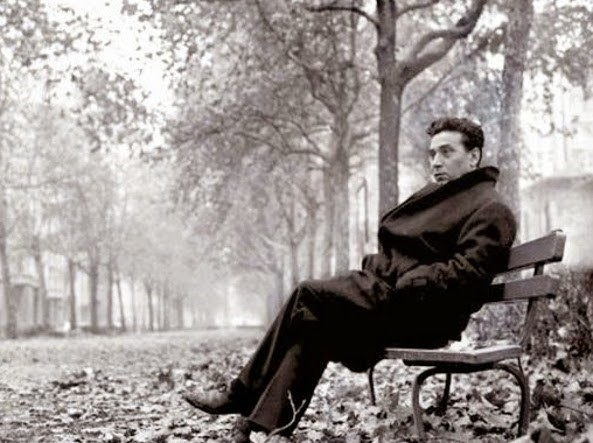
Luciano Bianciardi in Mailand (1964)

Luciano Bianciardi (* 14. Dezember 1922 in Grosseto; † 14. November 1971 in Mailand) war ein italienischer Schriftsteller und Übersetzer.

## Kindheit und Studium
Luciano wuchs bei einer strengen Mutter auf, die als Lehrerin arbeitete. Er erinnert sich an sie mit den Worten: „Ich war ihr Schüler, nicht ihr Sohn.“
Er spielte schon als Kind Cello, erlernte mehrere Fremdsprachen und war schon als Achtjähriger sehr belesen. Sein Lieblingsbuch war I Mille (Die Tausend) von Giuseppe Bandi, es erzählt die Geschichte des Zug der Tausend unter Führung von Giuseppe Garibaldi.
Er besuchte das Carducci-Ricasoli-Gymnasium in Grosseto. Noch vor seinem Schulabschluss begann der Krieg. Er beendete das Gymnasium im Herbst 1940 mit einer vorgezogenen Abschlussprüfung und wechselte dann an die Fakultät für Geisteswissenschaften an der Scuola Normale Superiore in Pisa. Dort traf er auf freigeistig gestimmte Jugendliche und junge Erwachsene, denen er sich anschloss. In dieser Zeit verfasste er einen Brief an Mussolini, in dem er ihn bat zurückzutreten. Der Brief blieb unbeantwortet.
Anfang 1943 wurde er eingezogen. Zunächst fand er Gefallen am Militärdienst; dies änderte sich erst, als er am 22. Juli 1943 Zeuge der Bombardierung von Foggia wurde.
Nach dem Waffenstillstand wurde er von der britischen Armee erstmals als Dolmetscher eingesetzt. Er arbeitete in Forlì und kam erst im Herbst 1944 wieder in seine Heimatstadt Grosseto zurück. Er nahm sein Philosophiestudium wieder auf und schloss dieses mit einer Arbeit über John Dewey 1948 ab. Bereits im Herbst 1945 trat er dem Partito d’Azione (Partei der Aktion) bei, empfand aber die Kluft zwischen Intellektuellen und Arbeitern zu groß, um sich dort wirklich heimisch zu fühlen. Als die Partei 1947 zerbrach, war dies eine schwere Enttäuschung für ihn; er hat sich danach lange keiner parteipolitischen Organisation angeschlossen.
Im April des Jahres 1948 heiratete er. Er hatte zwei Söhne und eine Tochter.

## Kultureller Aktivismus und die Bergleute von Ribolla
Beruflich arbeitete er zunächst als Lehrer an einer Mittelschule und dem Gymnasium, an dem er Schüler gewesen war. 1951 wurde er Direktor der Bibliothek Chelliana von Grosseto, die während des Krieges durch Bombardierung und 1946 durch ein Hochwasser schwer beschädigt worden war.
In dieser Zeit initiierte er den "Bibliobus", eine fahrende Bibliothek, mit der auch bildungsferne Regionen auf dem Land erreicht werden konnten. In seiner Verantwortlichkeit entstand an der Bibliothek ein Film-Club und er organisierte zahlreiche Vorlesungen und Podiumsdiskussionen. Eine enge Freundschaft verband ihn mit Carlo Cassola, beide waren 1953 Mitbegründer der sozialistischen Partei Unità Popolare, die sich aber angesichts geringen Wählerzuspruchs 1957 wieder auflöste.
Gemeinsam mit dem unabhängigen Publizisten begann er, die Kämpfe der Bergarbeiter von Grosseto zu unterstützen. So verfassten sie eine Vielzahl von Kampfschriften und sendeten regelmäßig ihren Bibliobus in das Bergmannsdorf Ribolla. Es entwickelten sich enge Freundschaften zu den Bergmannsfamilien, und als am 4. Mai 1954 bei einem schweren Minenunglück 43 Bergarbeiter ihr Leben verloren, endete die glücklichste Zeit seines Lebens.

## Übersetzungen und erste eigene Werke
Ab 1955 arbeitete er für verschiedene Zeitungen. Im Jahr darauf unterstützte er zusammen mit Cassola die Bergleute von Ribolla bei der Untersuchung des Grubenunglücks und veröffentlichte mit Cassola das Buch: I minatori della Maremma.
Für den Verlag Giangiacomo Feltrinellis übersetzte er Die Geißel des Hakenkreuzes des englischen Autors Edward Russell. Dies war erst die zweite Veröffentlichung des neu gegründeten Mailänder Verlags.
Die Übersetzung erregte Aufmerksamkeit und schon bald wurde das Übersetzen zu seiner Haupteinnahmequelle. Er übersetzte Werke von bekannten Autoren wie Jack London, William Faulkner, John Steinbeck, Saul Bellow und Henry Miller. Millers Wendekreis des Krebses und Wendekreis des Steinbocks erregten große Aufmerksamkeit und standen von Anfang an in der Kritik.
Die beiden „Wendekreise“ ließ Feltrinelli von Bianciardi ins Italienische übersetzen, veröffentlichte diese aber nicht in Italien. Die Veröffentlichung der in Anstoß erregender Wortwahl verfassten Übersetzungen war dem Verleger im prüden Nachkriegsitalien zu heikel, und da er Bianciardi nicht zensieren wollte, entschied er sich für die Schweiz.
Im Jahr 1956 wurde Bianciardi wegen unzufriedenstellender Leistung von Feltrinelli entlassen. Trotzdem verlegte Feltrinelli 1957 Bianciardis ersten Roman, Il lavoro culturale, eine mit feiner Ironie erzählte Autobiografie. Er erzählt aus dem Leben eines jungen Intellektuellen in der Provinz zwischen den Jahren des Zweiten Weltkriegs und dem Wiederaufbau.
1959 veröffentlichte er bei Bompiani L’integrazione, ein autobiographisches Werk, in dem der Autor das Leben in der Großstadt schildert.
1960 veröffentlichte er erneut bei Feltrinelli Da Quarto a Torino. Breve storia della spedizione dei Mille, ein Roman über das 19. Jahrhundert. Seine zunehmende Enttäuschung über die wirtschaftliche Lage und das politische Klima der Nachkriegsjahre in Italien erreichte 1962 einen literarischen Höhepunkt mit der Veröffentlichung des Romanes La vita agra (deutscher Titel: Das saure Leben), in dem der Autor seine revolutionären Vorstellungen, gewonnen aus der Trivialität des Alltags einfließen lässt.

## Spätes Wirken
1964 veröffentlicht er im Rizzoli-Verlag das Buch La battaglia soda, einen Roman über das italienische Risorgimento, der in experimentellem Sprachstil verfasst ist. Ebenfalls 1964 verließ er die Großstadt und zog nach Rapallo in der Provinz Genua. Dort begann er sich konsequent von der Außenwelt abzuschirmen. Erst 1969 wurde wieder ein Buch von ihm bei Rizzoli verlegt, Aprire il fuoco, ein Epos, das sarkastisch Kritik an der geistigen Welt übt, in der er selbst lebte. Das Buch ist in einem reiferen Stil verfasst und endet mit der vagen Vorahnung des baldigen Todes. Noch im  selben Jahr veröffentlichte der Biettiverlag Daghela avanti un passo! und das Editrice de l’Automobile Verlaghaus Viaggio in Barberia. 1971 veröffentlichte der Rizzoli-Verlag seine Übersetzung von Thomas Bergers Roman Little Big Man aus dem Jahr 1964.
In seinen letzten Lebensjahren war Bianciardi Alkoholiker. 1970 kehrte er nach Mailand zurück und verstarb am 14. November 1971 im Alter von knapp 49 Jahren an den Folgen seiner Leberzirrhose. 1972 veröffentlichten seine Nachlassverwalter den Roman Garibaldi, eine Biografie des italienischen Freiheitsführers.

## Werke

### Romane
- I minatori della Maremma, 1956 (in Zusammenarbeit mit Carlo Cassola)
- Il lavoro culturale, 1957
- L’integrazione, 1960
- Da Quarto a Torino, 1960
- La vita agra, 1962
  - Das saure Leben. Übersetzung von Marlis Ingenmey. Herbig, Berlin 1967
- La battaglia soda, 1964
- Daghela avanti un passo!, 1969
- Aprire il fuoco, 1969
- Viaggio in Barberia, 1969
- Garibaldi, 1972

### Posthume Sammlungen
- Il peripatetico e altre storie, Rizzoli, 1976
- La solita zuppa e altre storie, Bompiani, 1994
- Chiese escatollo e nessuno raddoppiò, Baldini&Castoldi, 1995
- L’alibi del progresso, ExCogita, 2000
- Un volo e una canzone, ExCogita, 2002
- Il fuorigioco mi sta antipatico, Stampa Alternativa, 2006
- Il convitato di vetro - "Telebianciardi", ExCogita, 2007
- Non leggete i libri, fateveli raccontare. Sei lezioni per diventare un intellettuale dedicate in particolare ai giovani privi di talento, Stampa Alternativa, 2008

## Verfilmungen
- 1964: La vita agra von Carlo Lizzani, mit Ugo Tognazzi und Giovanna Ralli, Adaption der Roman La vita agra.
- 1971: Das nackte Cello (Il merlo maschio) von Pasquale Festa Campanile, mit Lando Buzzanca und Laura Antonelli. Der Film ist eine Adaption der Geschichte Il complesso di Loth. Bianciardi spielt in dem Film die Rolle des Cellisten Mazzacurati. Kurz nach den Dreharbeiten verstarb er.

## Nachweise
1. ↑  Il lavoro culturale, 1957
2. ↑  http://musicportals.biz/nahp/artic-de/Liste%20von%20Ungl%C3%BCcken%20im%20Bergbau@1@2Vorlage:Toter+Link/musicportals.biz+(Seite+nicht+mehr+abrufbar,+festgestellt+im+März+2022.+Suche+in+Webarchiven) Datei:Pictogram+voting+info.svg Info:+Der+Link+wurde+automatisch+als+defekt+markiert.+Bitte+prüfe+den+Link+gemäß+Anleitung+und+entferne+dann+diesen+Hinweis.
3. ↑  Mario G. Losano: Die Grenzen literarischer Freiheit (10): Der goldene Baum der Theorie. In: Die Zeit. Nr. 10, 1966 (zeit.de).
4. ↑  http://www.britannica.com/EBchecked/topic/64323/Luciano-Bianciardi
5. ↑  Garibaldi, 1972